# Edward-Cook-Gedenkstein
Der Edward-Cook-Gedenkstein (englisch Edward Cook’s Commemorative Stone) ist ein Denkmal in Warmbad in der Region ǁKharasKlicklaut in Namibia. Der Stein zum Gedenken an Edward Boyer Cook wurde am 17. Mai 1978 als Nationales Denkmal Namibias proklamiert.
Der Gedenkstein befindet sich an dem Ort, an dem das Grab von Cook vermutet wird. Er wurde 1929 von der Methodistenkirche in Gedenken an den englischen Missionar errichtet. Cook gilt als Gründer von Warmbad, dem ehemaligen Nisbett’s Bath, der ersten wesleyanischen Missionsstation im Namaqualand.